# 黏菌綱
黏菌綱，也稱為「真黏菌」或「非細胞黏菌」，是黏菌的一類，其物種皆為原生質體黏菌。本分類原為亞綱級分類單元，現已被升格為綱級，下領五個目、14個科、62個属和888個物种。黏菌綱的代表物種有絨泡黏菌科的絨泡黏菌屬（Physarum），其特色是沒有單一細胞，而形成一整團的原生質。其生活史可分為二倍體時期與單倍體時期。
本綱的所有物種均經歷形態學上多個階段，包括微觀的單細胞階段、黏稠的肉眼可見多形態階段、以及子實體階段。儘管這些物種均為單細胞生物，聚集起來時可達至極大的闊度和重量，最高已知紀錄有1（3英尺3英寸）闊及20（44磅）重。
本綱物種分佈於全世界，但以溫帶地區較為常見，而且其生物多樣性在溫帶比極地、亞熱帶或熱帶更高。這些物種主要在開揚的森林裡發現，但也出現在極端氣候區域如荒漠裡，也曾於水下發現或被雪覆蓋。在某些樹的樹皮內亦曾發現，亦曾見於林冠。這些出現於林冠或樹皮內的黏菌，有個特定名稱叫「樹皮黏菌」（corticolous myxomycetes）。這些樹皮黏菌即使積聚起來也通常很細小。大多數物種非常小。

## 分佈與生態

### 分佈
黏菌綱分佈於世界各地； 早期研究人員在各大洲都發現了物種。 然而，由於世界上許多地方尚未被發現或探索，確切的分佈尚不完全清楚。 歐洲和北美通常被認為是黏菌綱的基本棲息地。 根據最近的研究，大多數物種分佈不廣。 黏菌綱最常見於溫帶地區，而在極地地區、亞熱帶或熱帶地區很少見。 基質的物理特徵和氣候條件是該物種存在的主要方面。 特有種是罕見的。
在北部地區，該物種可以在阿拉斯加、冰島、斯堪的納維亞北部、格陵蘭和俄羅斯被發現。 這些不僅是特殊的、專門的物種； 根據一項概覽研究，在冰島、格陵蘭、俄羅斯北部和阿拉斯加的北極和亞北極地區發現了150多種物種。 這些明顯超過了樹線。 在格陵蘭，棲息地可能到達緯度77線。 黏菌綱物種在溫帶地區的森林中達到其最大的生物多樣性和最高的頻率，這些地區是理想的棲息地，因為有機物質豐富，濕度適中（不太高），和对于適合雪棲物種的積雪時間長。
在熱帶和亞熱帶發現很少有黏菌綱物種，主要是因為高濕度會阻止子實體進行必要的脫水以允許孢子傳播並促進黴菌的侵擾。 其他因素是森林樹冠下的低光照水平會降低趨光性、微風、土壤貧瘠、天敵和大雨會沖走或破壞細胞。  生活在土壤或枯木中的物種隨著濕度的增加而減少。 在哥斯達黎加的一項研究中，73%的總發現位於相對乾燥的熱帶潮濕森林中，而18%位於非常潮濕的熱帶山前潮濕森林（Tropical Premontane Wet Forests）中，只有 9%位於低地山前雨林（Lower Premontane Rain Forest）中。

### 棲息地

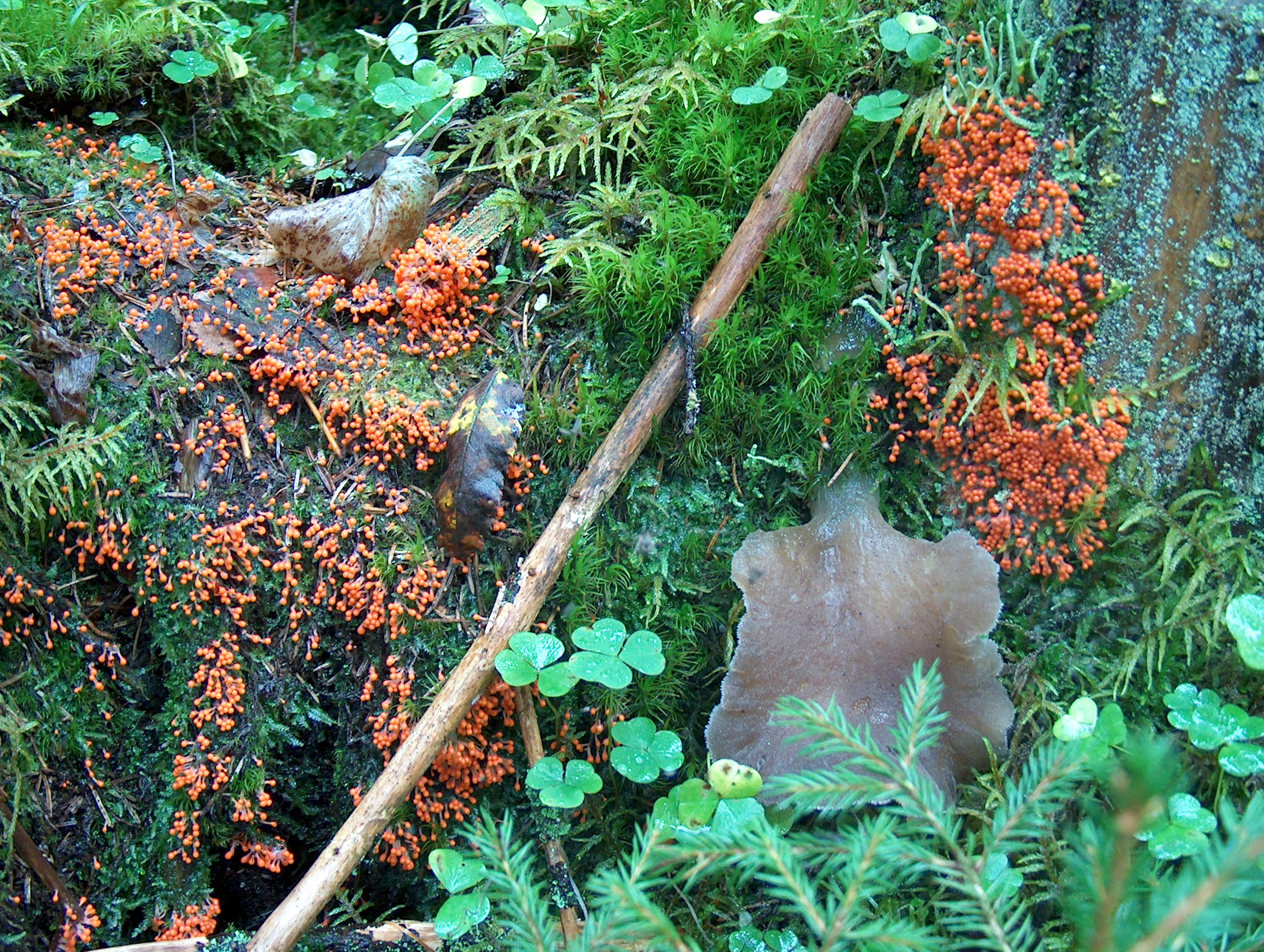
Trichia decipiens (Trichiales, orange sporangia), with mosses, fungi and plants on deadwood

大多數黏菌綱物種在陸地上生活在開闊的森林中。 最重要的微棲息地是枯木，還有活樹的樹皮 （页面存档备份，存于）(樹皮黏菌)、腐爛的植物材料、土壤和動物排泄物。 在許多不尋常的地方可能會發現粘液黴菌。

## 下级分类
本纲包括以下目：
- Cribrariales
- Echinosteliales
- Physarales
- Stemonitidales
- Trichiales 
  - Calonema Morgan
  - Gulielmina García-Cunch., J.C.Zamora & Lado, 2022
  - 半网菌属 Hemitrichia
  - Metatrichia Ing, 1964
  - Oligonema
  - Ophiotheca Curr., 1854
  - Perichaena E.M.Fries, 1817
  - Trichia Haller, 1768
  - Trichioides Novozh., H.Hooff & Jagers

目的地位未定的科：
- Echinosteliopsidaceae

目和科的地位未定的属：
- Amylotrogus E.Roze, 1896
- Bursulla Sorokin, 1876
- Calyssosporium A.C.J.Corda, 1831
- Clathroidastron Adanson, 1763
- Coniocephalum  Brondeau, 1828
- Dermodium  Link, 1809
- Halterophora Endlicher, 1836
- Henningsinia A.Möller, 1901
- Hystricapsa Preuss, 1851
- Microcarpon Schrader ex J.F.Gmelin, 1792
- Myrosporium A.J.Corda, 1831
- Myxomyces Salimbeni, 1920
- Myxomycetes Renault, 1895
- Ostracococcum Wallroth, 1833
- Paleoarcyria M.Jacques-Félix, C.N.Miller & M.V.Locquin, 1983
- Pecila Lepelletier, 1822
- Phlebomorpha Persoon, 1822
- Stylonites E.M.Fries, 1848
- Xyloidium Czerniaiev, 1845

## 外部連結
- 日本変形菌研究会 （页面存档备份，存于）. (2020年12月12日閲覧)
- 変形菌の世界 （页面存档备份，存于）. 国立科学博物館　植物研究部. (2020年12月12日閲覧)
- 研究と標本・資料 （页面存档备份，存于） > 研究部紹介 > 植物研究部 (国立科学博物館). (2020年12月12日閲覧)
- 変形菌　美しくも不思議な生き物 （页面存档备份，存于）. ナショナル ジオグラフィック日本版. (2020年12月12日閲覧)
- 新井 文彦 (2016) 粘菌のはなし （页面存档备份，存于）. ほぼ日刊イトイ新聞. (2020年12月12日閲覧)
- 川上 新一 (2019) 摩訶不思議な単細胞生物〈変形菌〉に興味が尽きない！ （页面存档备份，存于） 文一総合出版. (2020年12月12日閲覧)
- 長谷川 政美 第42話 分解者を食べる変形菌の進化 （页面存档备份，存于）. 進化の歴史 ー時間と空間が織りなす生き物のタペストリー. 科学バー. (2020年12月12日閲覧)
- 前田 靖男. 南方熊楠と真正粘菌 （页面存档备份，存于）. 日本植物学会. (2020年12月12日閲覧)
- 動くカビ？　粘菌の不思議 （页面存档备份，存于）. ミクロワールド. NHK for school. (2020年12月12日閲覧)
- The Eumycetozoan Project （页面存档备份，存于）. The University of Arkansas. (英語) (2021年1月3日閲覧)
- Myxomycetes （页面存档备份，存于）. Myxotropic. REAL JARDÍN BOTÁNICO, CSIC (英語/スペイン語) (2021年1月3日閲覧)
- Myxomycetes （页面存档备份，存于）. www.myxomycetes.net  (英語) (2021年1月3日閲覧)
- Myxotoria （页面存档备份，存于）. (英語) (2021年1月3日閲覧)
- Tasmanian Myxomycetes （页面存档备份，存于）. (英語) (2021年1月3日閲覧)
- Slime Moulds （页面存档备份，存于）. (英語) (2021年1月6日閲覧)
- nomen.eumycetozoa.com （页面存档备份，存于）. (変形菌の学名データベース) (英語) (2021年1月6日閲覧)